# バーリン駅 (コネチカット州)
バーリン駅（英語：Berlin station ）は、アメリカ合衆国コネチカット州バーリン デポ・ロード51にある駅。 全米各地を結ぶ旅客鉄道のアムトラックが乗り入れている。

## 概要
バーリン駅の乗客は、ニューヘイブン・ハートフォード・スプリングフィールド（NHHS）鉄道プロジェクトの一部として現在建設中の新しい駅舎の近くの仮設プラットホームを使用している。コネチカット州、マサチューセッツ州、バーモント州、アムトラック、連邦鉄道局の共同事業であるニューヘイブン・ハートフォード・スプリングフィールド（NHHS）鉄道プロジェクトの推定総費用は6億5,000万ドルで、アムトラックのスプリングフィールドラインに沿っている都市に便益がある新しい通勤輸送・都市間輸送を創出することを目的としている。この約100キロの路線は、将来のニューイングランドの高速鉄道輸送計画にも不可欠と考えられている。2016年の初めに、NHHSプロジェクトは、ルートの一部を複線化し、改良するために2009年アメリカ復興・再投資法やその他の連邦資金調達プログラムを通じて、約1億9,100万ドルを受け取った。残りの部分の改善を完了させるために追加の資金が必要となる。コネチカット州は、ニューヘイブン・ハートフォード・スプリングフィールド鉄道線の改善に投資するために州債で最大4億3,500万ドルの使用を承認した。プロジェクトの環境影響の評価は2012年5月に発表され、通勤輸送は2018年初頭に開始される予定である。
バーリンなどの町では、住民が自動車を必要とせずに働いたり、買い物をしたり、住むことを可能にする混在地域の創設を奨励するために、鉄道駅周辺の可能性を検討し始めている。NHHSプロジェクトでは、最近閉鎖された駅舎の南に新駅舎が建設される。 2014年秋には、融雪装置を備えた高床プラットホームの建設と、相対式ホームを結ぶ跨線橋の建設が始まった。道路アクセスの改良や券売機、乗客情報表示システム、自転車ラックも導入される。
アムトラックの乗客は、新しい施設の近くに建つ歴史的な1900年建設のレンガ造りの駅舎を、NHHS鉄道プロジェクトによる改修工事のため閉鎖された2016年の初めまで使用した。180万ドルの連邦政府の補助金を受け、駅舎は改修中であった。しかし、駅舎は2016年12月21日に発生した火災により深刻な焼損が生じた。一部、焼損した駅舎の解体が始まったが、一旦、作業はストップされた。
バーリン駅の1900年建設のレンガ造駅舎は一般的な横長な駅舎の一つであり、それはニューヘイブン鉄道によって委託された。ニューイングランド全土の鉄道で建設された駅舎に類似した様式である。同様のデザインを使用することで、同社は設計費にかかる費用を節約できた。矩形のレイアウトで、悪天候から乗客を守るための幅広い張り出した屋根を作った。屋根材は耐久性のあるスレートで、尾根線は鍛鉄製の柵で装飾されていた。線路側の屋根中央のクロスゲーブルに半円形の窓があった。駅の元の配置は、メインフロアを4つのエリアに分け、南北端には、それぞれ小包室と手荷物室があった。両方のスペースは外部からのみアクセス可能で、幅広の二重ドアを備えていたため、箱、荷物、トランクを搭載したカートをプラットホームから直接持ち込むことができた。小包室の隣にはトイレがあり、建物の中央の明るく風通しの良い待合室に寄せられた。

## 利用可能な鉄道路線／列車
アムトラックの停車する列車は下記の通り。
セントオールバンズとワシントン間の昼行長距離列車バーモンター号…1日1往復停車
スプリングフィールドとワシントン間の昼行長距離列車ノースイースト・リージョナル号…1日1往復停車
スプリングフィールドとニューヘイブン間の昼行短距離列車ニューヘイブン・スプリングフィールド・シャトル号…1日4往復停車（ニューヘイブン・ユニオン駅でノースイースト・リージョナル号に接続する。）

## バス
当駅から乗車できるバスは以下の通り。
路線バス
コネチカット交通 (CT Transit) …512系統 